# Kreiselkipper
Als Kreiselkipper, Kreiselwipper, Rotationskipper bzw. Waggonkippanlage wird eine Entladungsvorrichtung für offene Güterwagen für Schüttgut bezeichnet. Charakteristisch ist dabei, dass der gesamte Wagen gekippt wird. Die Einrichtung wird für Eisenbahnwagen verwendet, aber auch für Förderwagen. Im Bergbau wird auch der Begriff „Kreiselwipper“ verwendet.

## Beschreibung
Während des Entladungsvorgangs werden die zu entladenden Wagen auf den Schienen festgehalten und zusammen mit dem Gleis zur Seite gekippt. Dies erspart das Entleeren über Türen oder mittels Greifern sowie das Anbringen einer Schütte an den Wagen. Hierdurch können die Wagen niedriger ausgelegt werden, so dass der Schwerpunkt bei gleicher Beladung tiefer liegt.
Um eine Entladung ohne vorheriges Trennen der Güterwagen zu ermöglichen, können die Wagen mit drehbaren Kupplungen ausgerüstet sein, wie dies zum Beispiel bei den Erzbahnen in Pilbara angewandt wird sowie bei Kohlenzügen von nordamerikanischen Bahngesellschaften. Das Ende des Wagens mit der drehbaren Kupplung ist besonders gekennzeichnet, so dass für das Bahnpersonal einfach einzusehen ist, ob die Wagen für die Entladung ohne Trennen des Zuges richtig gekuppelt sind. Damit die Funktion verwendet werden kann, muss immer ein markiertes Ende mit einem nicht markierten Ende gekuppelt sein.
Tandem-Kreiselkipper können zwei Bahnwagen gleichzeitig entladen. Mit einer solchen Anlage ist es möglich, stündlich 6000 t Kohle zu entladen.

## Beispiele

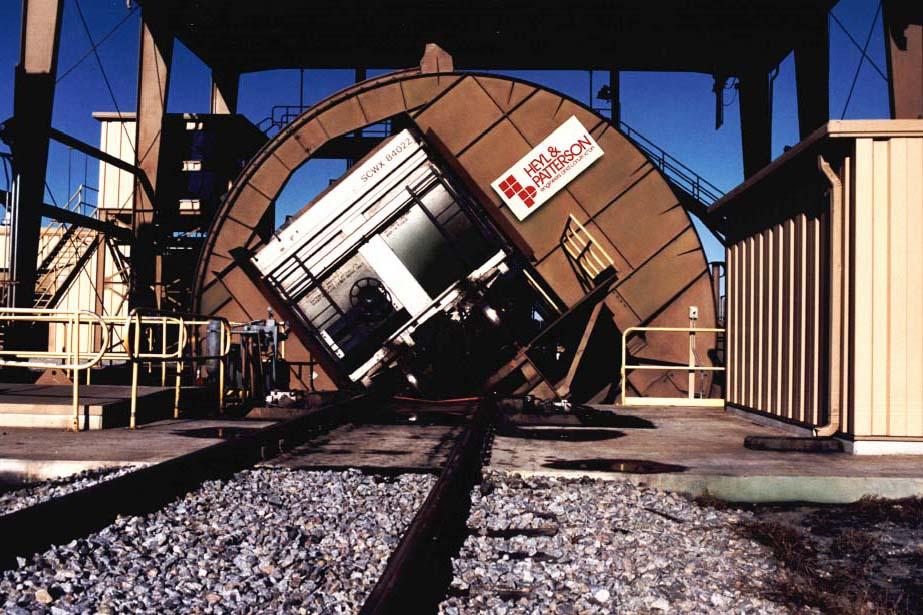
Kreiselkipper in 45°-Stellung
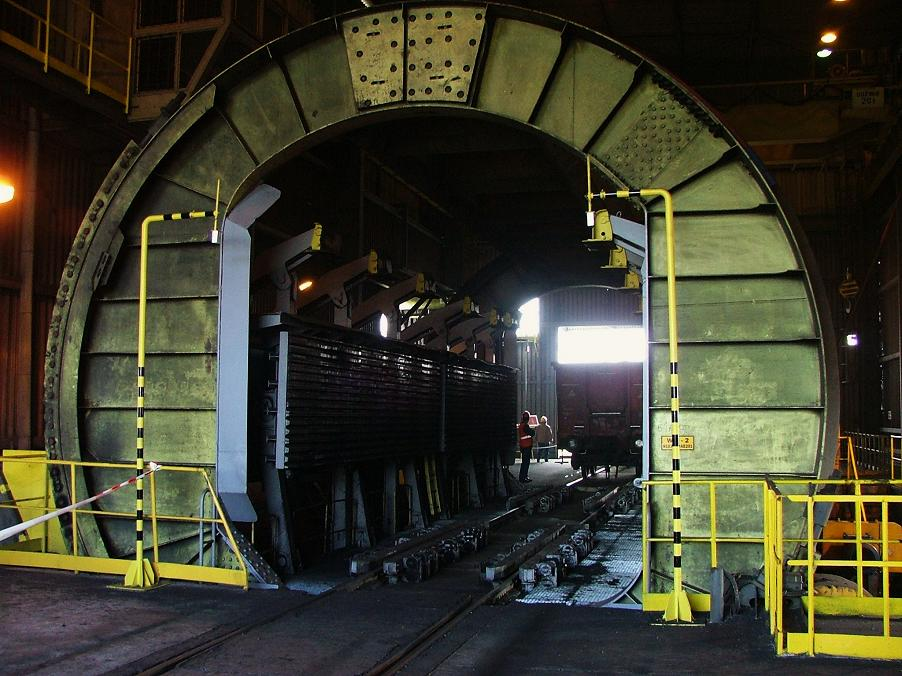
Kreiselkipper in Krakau
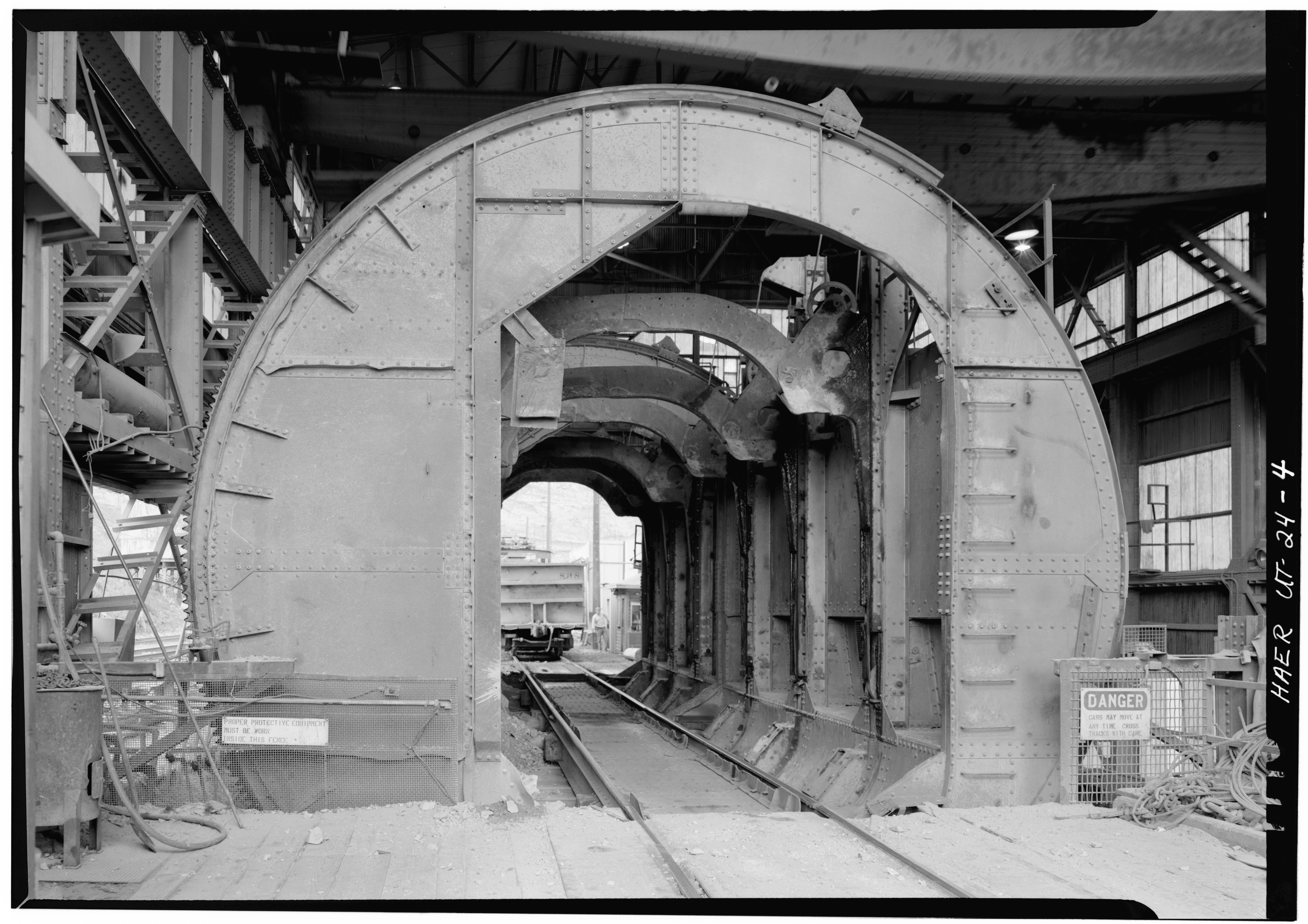
Kreiselkipper in Utah (1972)